# Artemidoro
Artemidoro de Daldis (Αρτεμίδωρος Δαλδιανός), o de Éfeso, del que se sabe que vivió en el siglo II d. C., fue un intérprete profesional de los sueños con fines científicos y didácticos. Natural de Éfeso, dada la notoriedad de su ciudad natal, prefirió proclamarse oriundo de Daldis (Lidia), de donde procedía por línea materna.

## Biografía
Muy poco se sabe sobre él, y mucho de lo que se conoce se ha extraído de su obra, pues fue un autor poco citado (tres veces: la Suda, Galeno y el Pseudo Luciano). Galeno cuenta que era hijo de un tal Focas. Vivió entre el 130 y el 200 después de Cristo, en la época de los Antoninos, envuelta en un gran misticismo y angustia por las epidemias. Resultó ser un viajero incansable que llegó a arribar a diversos países del mundo helenístico (Grecia, Asia Menor, Italia, las grandes islas del Mediterráneo) con el fin de reunir interpretaciones y libros de sueños.
Aunque se dedicó a la materia de descifrar sueños y trataba con adivinos, bastante mal vistos, rehuyó llamarse a sí mismo así. Su hijo, que tuvo su mismo nombre, heredó el mismo oficio de intérprete de sueños. Compuso solo obras de esta temática: Sobre la diferencia de oneiros y enypnion y, según la Suda, Ionoscópica, sobre la adivinación por las aves, obra elogiada por Galeno, y Xeiposcópica, sobre quiromancia, pero esto es al menos dudoso porque Artemidoro abominaba esta disciplina. Nada de estas obras se ha conservado y más importante es, sin embargo, Libros de interpretación de los sueños u Onirocrítica, que sí ha perdurado.

## La Interpretación de los sueños
El más antiguo libro de los sueños que se conserva es su obra Oneirokritiká (Ὀνειροκριτικὰ) o La Interpretación de los sueños, compuesta de cinco libros, los tres primeros dedicados a Casio Máximo, identificado con Máximo de Tiro. El libro siguiente, que pretendía ser un apéndice de los anteriores, está dedicado a su hijo, también descifrador profesional de sueños, y el quinto y último consigna 95 casos de sueños proféticos cumplidos. Afirma haber consultado toda la bibliografía sobre la materia, y cita en efecto quince autores de este tipo de obras, aunque el autor se considera a sí mismo más moderno e independiente. Estos autores son, por orden más o menos cronológico, Femónoe, Antifonte, Nicóstrato de Éfeso y Paniasis de Halicarnaso, entre los siglos V y IV a. C.; vino después el licio Aristandro de Telmeso. Luego hubo un gran paréntesis hasta el siglo I a. C. en que resurge la disciplina con Apolonio de Atalia y Apolodoro de Telmeso. En el siglo I d. C. escriben los sirios Gémino de Tiro, Dionisio de Heliópolis y Febo de Antioquía. De la costa de Asia Menor provienen Alejandro de Mindo, Artemón de Mileto y Artemidoro de Éfeso. De Melampo y Antípatro no se da una datación segura. Ocasionalmente cita además a poetas y dramaturgos como Homero, Menandro y Eurípides. En su obra llegó a reunir más de 3.000 sueños de quienes le consultaban, interesándose no solo en el contenido onírico, sino también en la psicología humana.
Ante tan cuantiosa información, establecerá para elaborar su tratado diversas clasificaciones, distinguiendo entre sueños verdaderos, oráculos, visiones, fantasías y apariciones. Del mismo modo también diferenciará entre sueños premonitorios (que predicen hechos futuros), entre los cuales distingue los teóremáticos o de cumplimiento inmediato y los alegóricos, de cumplimiento más a largo plazo, y aquellos que tienen que ver con el presente. Distingue también entre sueños genéricos y específicos, y entre provocados y divinos. Los sueños simbólicos pueden ser personales, ajenos, comunes, públicos y cósmicos.
Según Artemidoro, la clave para entender el funcionamiento y significado de los sueños es el simbolismo, anticipándose con ello y, en cierto modo, a las teorías psicoanalíticas más contemporáneas.

## Obra
- El tratado Oneirokritiká o La Interpretación de los sueños.
- Diversas obras sobre el augurio y la quiromancia.